# Bryant (Arkansas)
Bryant ist eine Stadt innerhalb des Saline Countys im US-amerikanischen Bundesstaat Arkansas mit 16.688 Einwohnern (Stand: Volkszählung 2010). Sie ist eine Vorstadt und Teil der Metropolregion Little Rock.

## Geschichte
Europäische Siedler ließen sich im frühen 19. Jahrhundert entlang des Hurricane Creek nieder. Während des Amerikanischen Bürgerkriegs kam es zu Kämpfen in der Gegend. Der Eisenbahnverkehr in den 1870er Jahren brachte die Entwicklung voran. Die Stadt wurde von den wirtschaftlichen Kämpfen zu Beginn des 20. Jahrhunderts und während der Großen Depression hart getroffen. In der Zeit des Zweiten Weltkriegs kam es zu wirtschaftlicher Entwicklung, da die Nachfrage nach dem Bauxit der Region stieg.

## Demografie
Nach der einer Schätzung von 2019 leben in Bryant 9314 Menschen. Die Bevölkerung teilt sich auf in 83,9 % Weiße, 12,4 % Afroamerikaner, 0,1 % amerikanische Ureinwohner, 1,4 % Asiaten, 0,4 % Ozeanier und 1,8 % mit zwei oder mehr Ethnizitäten. Hispanics oder Latinos aller Ethnien machten 3,1 % der Bevölkerung aus. Das mittlere Haushaltseinkommen lag bei 66.688 US-Dollar und die Armutsquote lag bei 8,0 % der Bevölkerung.